# Río Claro (Yumbel)
El río Claro de Yumbel es un curso natural de agua que nace en el valle Central de la Región del Biobío y fluye hacia el sur hasta desembocar en el río Laja.

## Trayecto
El río Claro de Yumbel nace en la laguna Maquegua, al norte de Yumbel y al noroeste de Cabrero, en el Valle Central de Chile y se dirige inmediatamente hacia el sur bordeando por el este a la ciudad de Yumbel, por el oeste a la estación Yumbel para luego verter sus aguas en el río Laja.: 428 

## Caudal y régimen
La subcuenca del Laja comprende el área drenada por el río Laja y sus afluentes, ríos Rucue y Claro sigue un régimen netamente pluvial, con grandes crecidas en junio y julio, producto a precipitaciones invernales. Los menores caudales ocurren en el trimestre enero, febrero, marzo, debido principalmente al uso intensivo de agua para riego.: 93 

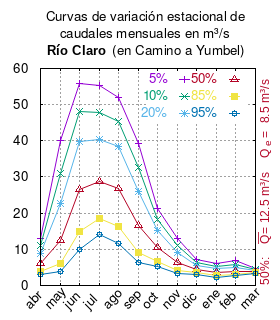
Curvas de variación estacional del río Claro de Yunbel cerca de Yumbel.

El caudal del río (en un lugar fijo) varía en el tiempo, por lo que existen varias formas de representarlo. Una de ellas son las curvas de variación estacional que, tras largos periodos de mediciones, predicen estadísticamente el caudal mínimo que lleva el río con una probabilidad dada, llamada probabilidad de excedencia. La curva de color rojo ocre (con {\displaystyle {\color {Red}\vartriangle }}) muestra los caudales mensuales con probabilidad de excedencia de un 50%. Esto quiere decir que ese mes se han medido igual cantidad de caudales mayores que caudales menores a esa cantidad. Eso es la mediana (estadística), que se denota Qe, de la serie de caudales de ese mes. La media (estadística) es el promedio matemático de los caudales de ese mes y se denota {\displaystyle {\overline {Q}}}. 
Una vez calculados para cada mes, ambos valores son calculados para todo el año y pueden ser leídos en la columna vertical al lado derecho del diagrama. El significado de la probabilidad de excedencia del 5% es que, estadísticamente, el caudal es mayor solo una vez cada 20 años, el de 10% una vez cada 10 años, el de 20% una vez cada 5 años, el de 85% quince veces cada 16 años y la de 95% diecisiete veces cada 18 años. Dicho de otra forma, el 5% es el caudal de años extremadamente lluviosos, el 95% es el caudal de años extremadamente secos. De la estación de las crecidas puede deducirse si el caudal depende de las lluvias (mayo-julio) o del derretimiento de las nieves (septiembre-enero).

## Historia
Francisco Solano Asta-Buruaga y Cienfuegos escribió en 1899 en su obra póstuma Diccionario Geográfico de la República de Chile sobre el río:
Río Claro de Tambel[sic].-—Corriente de agua mediana del departamento de Rere. Nace en una laguna de corta extensión, llamada de Maquegua, que se forma entre la serranía del lago occidental del llano intermedio al N. de Yumbel; corre hacia el S. próximo al E. de esta ciudad y va á juntarse con el Laja á corto trecho más arriba de la confluencia de éste y el Bío-Bío. Es de unos 40 kilómetros de curso y de riberas generalmente planas y abiertas. Desde su parte superior recibe los pequeños afluentes de Monte del Águilda, Tomeco, Nieves, Tapihue, San Cristóbal, &c.